# Айська
А́йська (рос. Айская, башк. Әй) — присілок у складі Салаватського району Башкортостану, Росія. Входить до складу Турналинської сільської ради.
Населення — 207 осіб (2010; 278 в 2002).
Національний склад:
- башкири — 70 %